# Ceresium leprosum
Ceresium leprosum là một loài bọ cánh cứng trong họ Cerambycidae.